# Senna (2024)
Senna ist eine sechsteilige brasilianische Miniserie aus dem Jahr 2024. Sie wurde am 29. November 2024 auf Netflix veröffentlicht.

## Handlung
Die Handlung rekonstruiert den Lebensweg und die Karriere des brasilianischen Rennfahrers Ayrton Senna, beginnend bei seinem Einstieg in die Formel Ford über seine Laufbahn in der Formel 1 ab der Saison 1984 bis hin zu seinem Unfalltod im Jahr 1994 beim Großen Preis von San Marino.

## Hintergrundinformationen
Die Serie wurde zum Jahreswechsel 2023/2024 an Schauplätzen in São Paulo und Angra dos Reis in Brasilien gedreht, zusätzliche Drehtage fanden in Argentinien, Uruguay und dem Vereinigten Königreich statt. Das Drehbuch entstand in Kooperation mit der Familie, Ayrtons Schwester Viviane fungierte als Beraterin.

## Synchronisation
| Rolle               | Schauspieler        | Synchronsprecher       |
| ------------------- | ------------------- | ---------------------- |
| Ayrton Senna        | Gabriel Leone       | Julian Bayer           |
| Xuxa                | Pâmela Tomé         | Maren Rainer           |
| Ron Dennis          | Patrick Kennedy     | Matthias Klie          |
| Galvão Bueno        | Gabriel Louchard    | Patrick Schröder       |
| Viviane Senna       | Camila Márdila      | Ilena Gwisdalla        |
| Maurinho            | Christian Malheiros | Paul Sedlmeir          |
| Nelson Piquet       | Hugo Bonemer        | Sebastian Pappenberger |
| Adriane Galisteu    | Julia Foti          | Paulina Morisse        |
| Milton da Silva     | Marco Ricca         | Joachim Kretzer        |
| Laura               | Kaya Scodelario     | Paulina Rümmelein      |
| Jean-Marie Balestre | Arnaud Viard        | Hans Bayer             |
| James Hunt          | Leon Ockenden       | Pirmin Sedlmeir        |
| Sid Watkins         | Tom Mannion         | Kai Taschner           |
| Peter Warr          | Richard Clothier    | Frank Schaff           |
| Terry Fullerton     | Rob Compton         | Alexander Brem         |
| Niki Lauda          | Johannes Heinrichs  | Johannes Heinrichs     |

## Episodenliste
| Nr. | Deutscher Titel | Originaltitel | Erstausstrahlung  |
| --- | --------------- | ------------- | ----------------- |
| 1   | Berufung        | Calling       | 29. November 2024 |
| 2   | Zugehörigkeit   | Belonging     | 29. November 2024 |
| 3   | Ambition        | Ambition      | 29. November 2024 |
| 4   | Leidenschaft    | Passion       | 29. November 2024 |
| 5   | Held            | Hero          | 29. November 2024 |
| 6   | Zeit            | Time          | 29. November 2024 |